# Anselme Flamen
Anselme Flamen, né le 2 janvier 1647 à Saint-Omer et mort le 16 mai 1717 à Paris, est un sculpteur français ; il participe activement à la décoration des jardins et du château de Versailles, travaille à Marly et à Paris pour le roi, ainsi que pour une clientèle privée. Son art évolue du classique vers le rococo.

## Biographie
Anselme Flamen est le fils de Jean Flamen, marchand à Saint-Omer, et de Jeanne Dumont.
Anselme Flamen est formé à Paris dans l'atelier de Gaspard Marsy ; en 1673 il est troisième Prix de Rome de sculpture, sur le thème Le Passage du Rhin (Louis Leconte est premier prix et Jean Cornu deuxième prix). Le 6 avril 1675, l'Académie reconnaît que Louis Le Conte et Jean Cornu sont en état d'aller à Rome, mais Louis Le Conte a demandé à être reçu à l'Académie et a été reçu en 1676. Flamen demeure quatre ans à Rome à l'Académie de France, installée à cette date dans le palais Caffarelli et dirigée par Noël Coypel et Charles Errard.

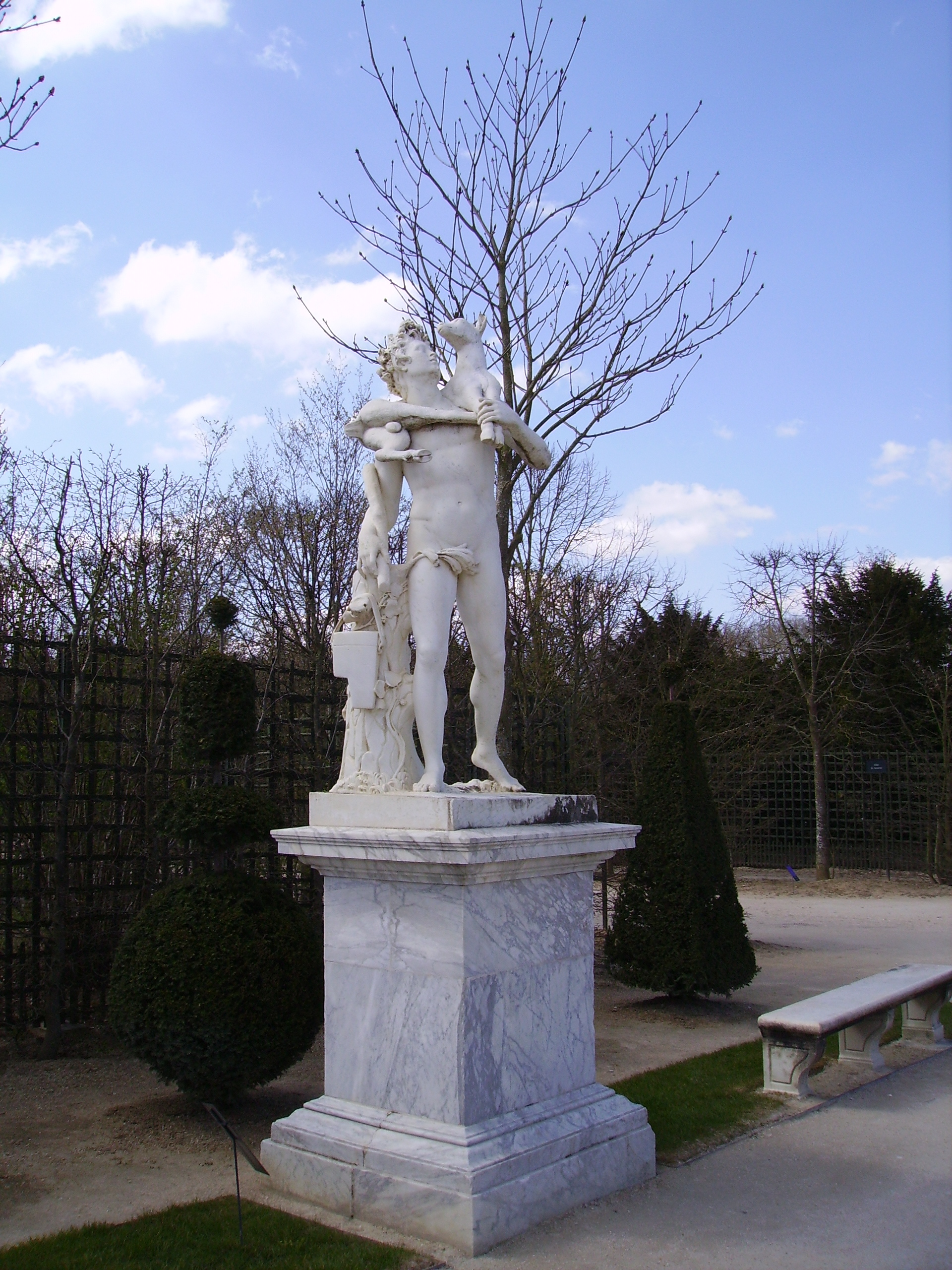
Faune au chevreau, jardins de Versailles.

À son retour à Paris en juillet 1679, âgé de trente-deux ans, il travaille dans l'atelier de son ancien maître Gaspard Marsy, notamment pour les statues ajoutées en 1679-1680 à la façade ouest du Corps central du palais de Versailles ; il collabore avec Marsy en 1680-1681 pour le groupe en pierre de Saint-Leu La Victoire sur l'Empire surmontant un des corps de garde encadrant la grille d'honneur du château de Versailles et exécute en 1681 une statue d'Erato pour l'aile du midi. 
Le 18 février 1680, à 33 ans, il épouse Louise Blart, cousine et pupille de Charles Le Brun, ; leur fils, Anselme Flamen, né le 13 septembre 1680, porte le prénom de son père ; il est également sculpteur et intègrera l’Académie royale de peinture et de sculpture le 27 octobre 1708 avec une statuette en marbre représentant Plutus dieu des richesses ; il mourra en 1730.
Le 26 avril 1681, Anselme Flamen père est reçu membre de l'Académie Royale avec un bas-relief en marbre représentant saint Jérôme,. Il est 
Après la mort de Marsy en 1681, Flamen hérite de son atelier au Louvre en 1682 après un règlement testamentaire difficile, et achève des oeuvres commencées par Marsy : 
- en 1683 la tombe d'Anne, duc de Noailles à l'église Saint-Paul de Paris (dont Marsy n'avait dessiné que le modèle)[13] ;
- pour Versailles, un groupe en marbre représentant l'enlèvement d'Orithye par Borée[14] : cette œuvre fait partie de la Grande Commande, un ensemble de sculptures commandé par le roi Louis XIV en 1674 pour le Parterre d'eau, dont la réalisation s'est étalée sur une vingtaine d'années et qui est restée inachevée ; le groupe sculpté de Marsy et Flamen est une allégorie de l’Air : il représente le dieu du vent du nord, Borée, enlevant la princesse athénienne Orithyie, tout en luttant contre un autre vent, probablement le dieu Zéphyr. Des versions miniature en bronze de ce groupe ont été réalisées et plusieurs sont conservées dans différents musées.

Flamen travaille également à titre personnel pour des commandes royales : il copie en 1685-1686 un marbre antique qui se trouvait dans les collections de Christine de Suède, Faune au chevreau, représentant un jeune faune tenant de la main gauche un chevreau autour des épaules et de la droite un bâton ; il réalise en 1687 une statue en marbre représentant Cyparisse pour les jardins de Versailles ; il a réalisé trois statues pour le cycle des Compagnes de Diane commandé par la Direction des Bâtiments du roi vers 1690 et réalisées entre 1690 et 1724 ; il est payé en 1700 pour une médaille représentant Charles le Chauve et une mosaïque qu'il a faite dans l'église des Invalides ; il travaille en 1701 avec d'autres artistes au décor de bas-reliefs de putti moulés en stuc doré pour le Salon de l'Œil-de-bœuf dans l'appartement du roi ; en 1707 et 1708, il réalise trois des vingt-huit statues sculptées pour la corniche supérieure de la chapelle du château de Versailles : saint Philippe, saint Barthélemy et saint Irénée.
Il est professeur de l'Académie royale quand il meurt le 15 mai 1717.

## Famille
- Jean Flamen, marié avec Jeanne Dumont[17],
  - Anselme Flamen, marié avec Louise Blart,
    - Anselme Flamen (1680-1730), sculpteur, marié à Anne Oignon (morte en 1768),
      - Pierre Flamen (1712- ), sculpteur, marié en 1773 avec Angélique Le Paultre (1721-1793), veuve de Claude-Clair Francin (1702-1773), sculpteur, dont elle avait eu un fils, Guillaume Francin (1741-1830).

    - Jacques Flamen (1683- ), marchand joailler[18].
    - Marie Flamen mariée à Louis Vignon, bourgeois de Paris.

## Œuvres
| Année     | Oeuvre                                     | Réalisée pour | Type et matière      | Lieu de conservation                                          |
| --------- | ------------------------------------------ | --- | -------------------- | ------------------------------------------------------------- |
| 1676-1679 | Faune Borghese ou Faune à l'enfant         | Copie d'un antique de la collection Borghèse exécutée lors du séjour de Flamen à l'Académie de France à Rome et envoyé en France | statue en marbre     | Paris, Musée du Louvre, MR 1989 ; en dépôt au musée de Sceaux |
| 1681-1682 | Erato                                      | château de Versailles, Aile du Midi                                                                                              | statue en marbre     |                                                               |
| 1681      | Saint Jérôme                               | morceau de réception pour l'Académie royale                                                                                      | bas-relief en marbre | Versailles, église Notre-Dame                                 |
| 1683      | Tombe d'Anne, duc de Noailles              | Paris, église Saint-Paul |                      |                                                               |
| 1683      | Borée enlevant Orithye                     | parterre d'eau du parc du château de Versailles                                                                                  | groupe en marbre     | Paris, Musée du Louvre, MR 1844                               |
| 1685-1686 | Faune au chevreau, copie d'après l'antique | jardins du château de Versailles                                                                                                 | groupe en marbre     | Versailles, allée royale                                      |
| 1687      | Cyparisse caressant son cerf               | jardins du château de Versailles                                                                                                 | groupe en marbre     | Versailles, allée royale                                      |
| 1694      | Diane                                      | parc du château de Marly, fontaine de Diane                                                                                      | statue en marbre     | Paris, Musée du Louvre, RF 2971                               |
| 1696      | Nymphe de Diane ou Callisto                | Jardins de Versailles, bosquet des Dômes                                                                                         | statue en marbre     |                                                               |
| 1701      | décor en stuc doré de putti                | château de Versailles, salon de l'Œil-de-bœuf                                                                                    | bas-relief en stuc   |                                                               |
| 1707      | Saint Philippe                             | château de Versailles, chapelle                                                                                                  | statue en marbre     |                                                               |
| 1707      | Saint Barthélémy                           | château de Versailles, chapelle                                                                                                  | statue en marbre     |                                                               |
| 1707      | Saint Irénée                               | château de Versailles, chapelle                                                                                                  | statue en marbre     |                                                               |
| 1714      | Compagne de Diane                          | château de Versailles | statue en marbre     | Paris, Musée du Louvre                                        |
| 1712-1713 | Ange tenant une lance                      | | statue en bronze     | Paris, cathédrale Notre-Dame                                  |

## Galerie

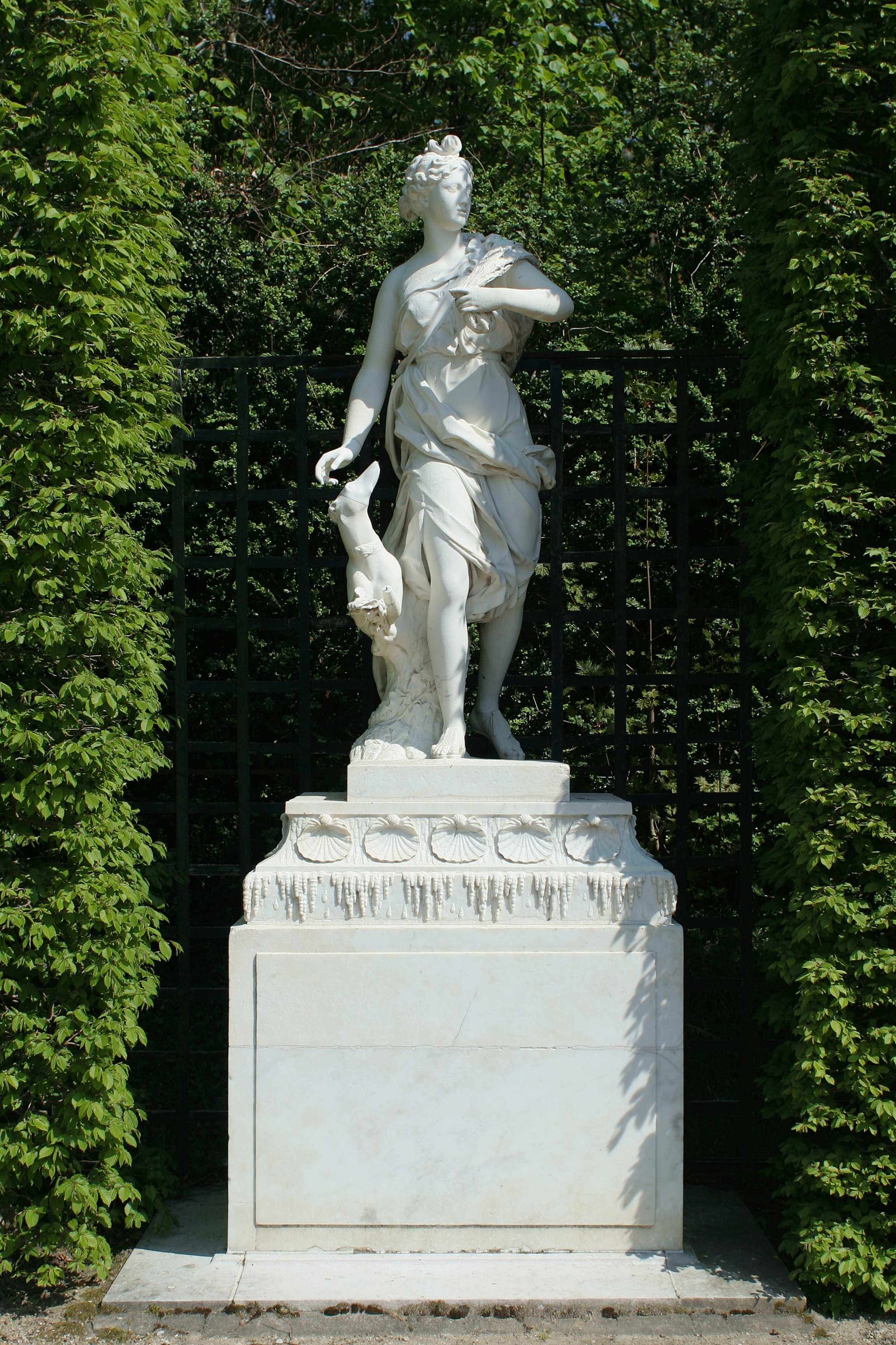
Nymphe de Diane ou Callisto
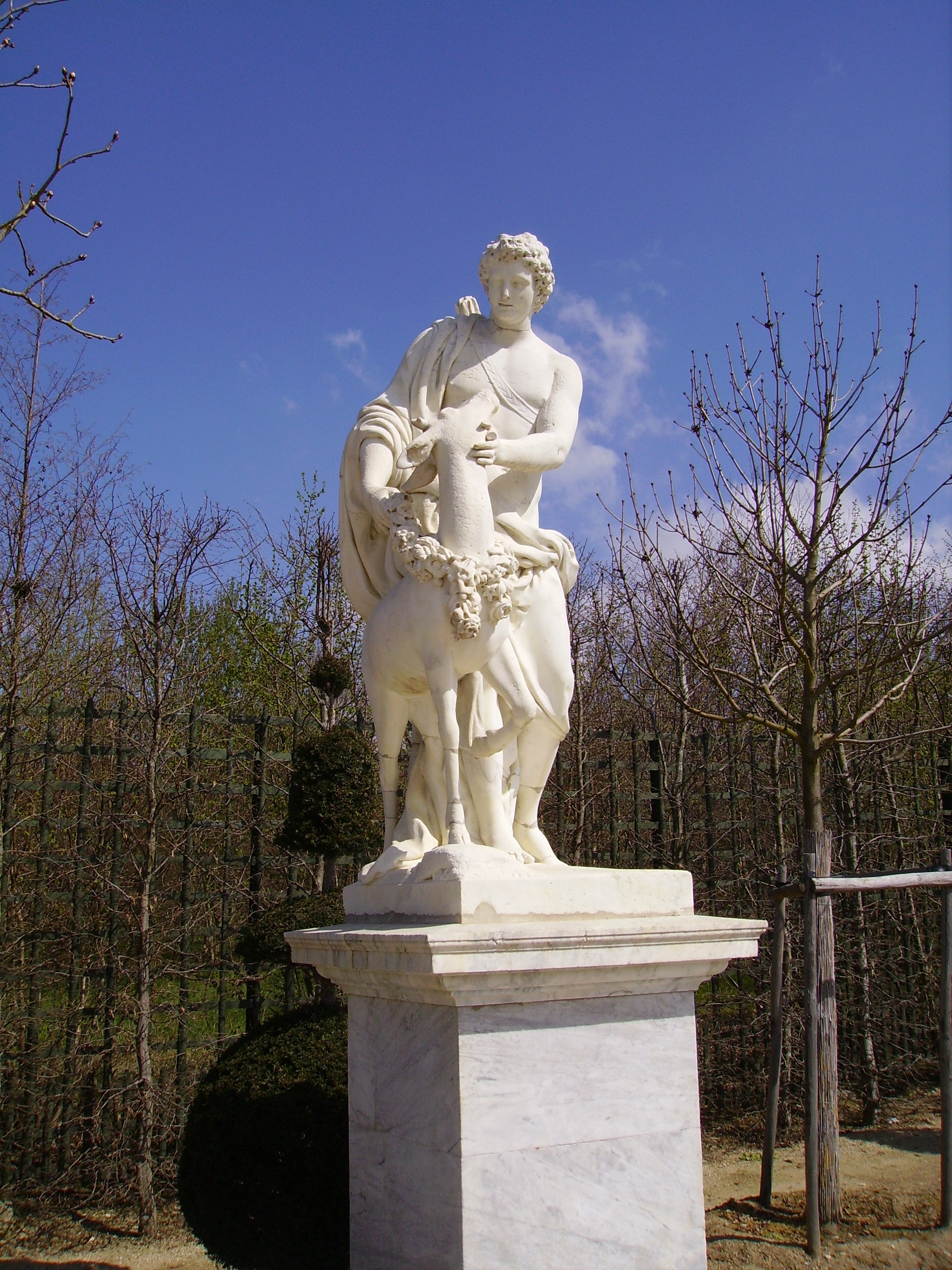
Cyparisse caressant son cerf
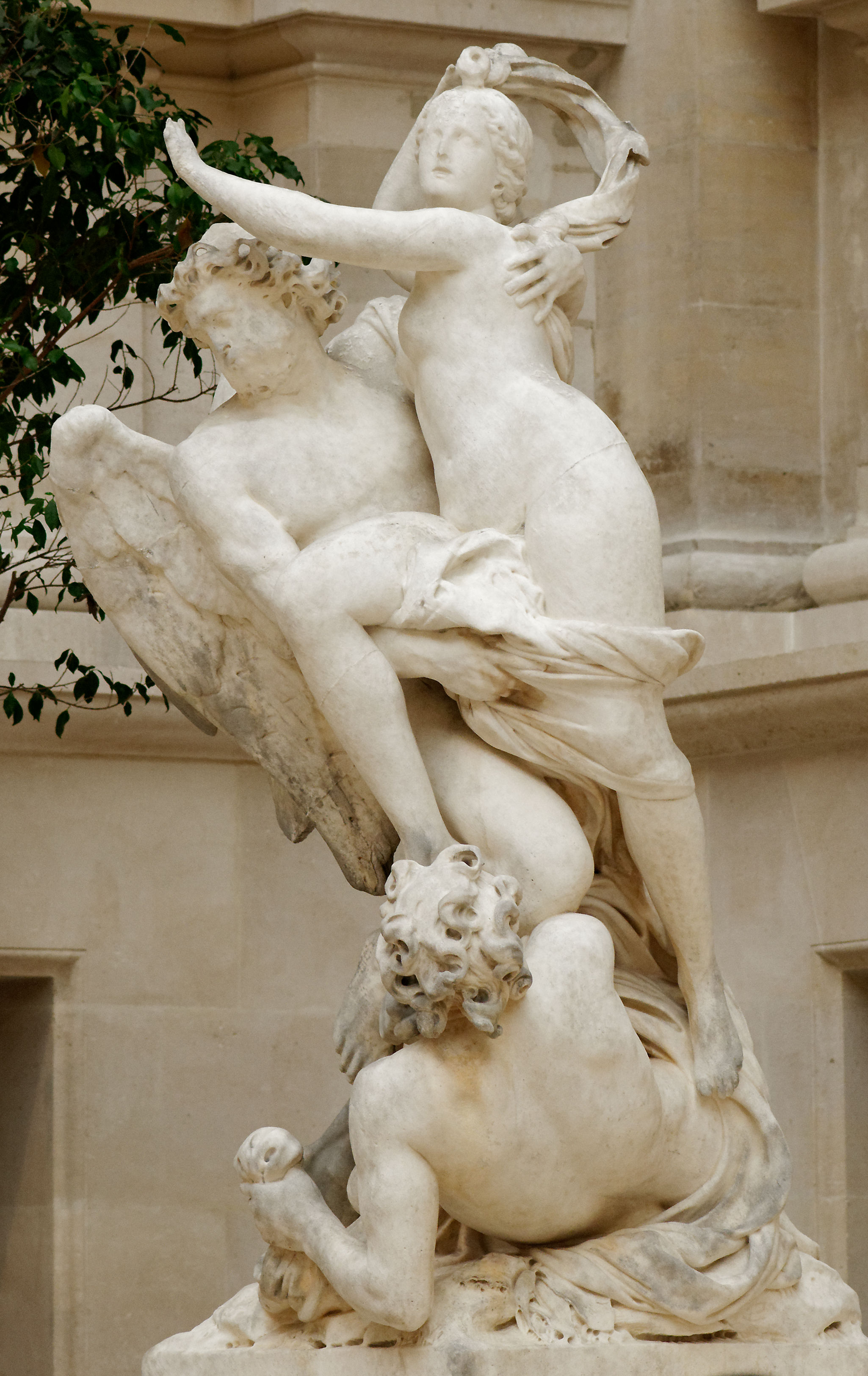
Borée enlevant Orithye
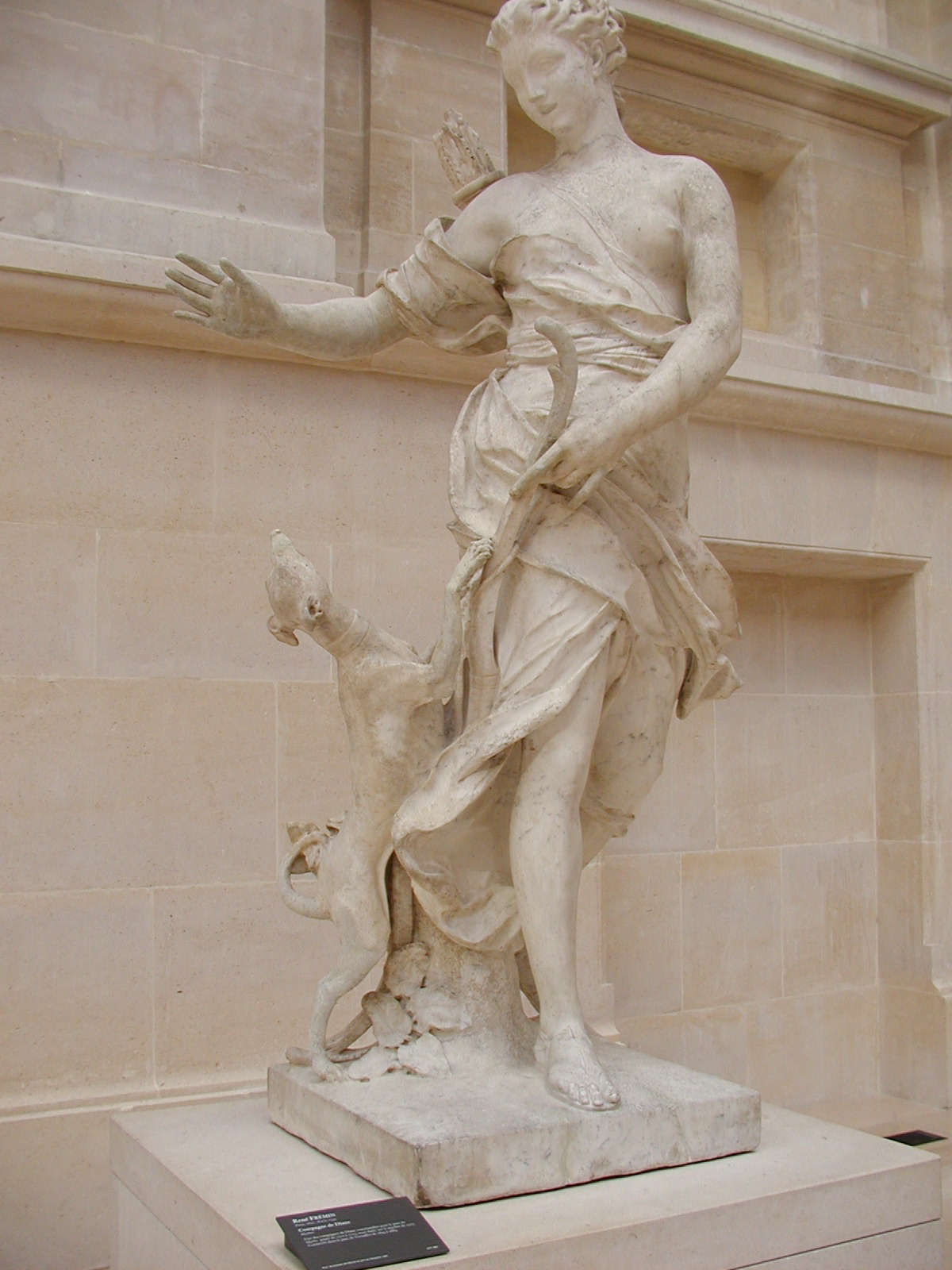
Compagne de Diane
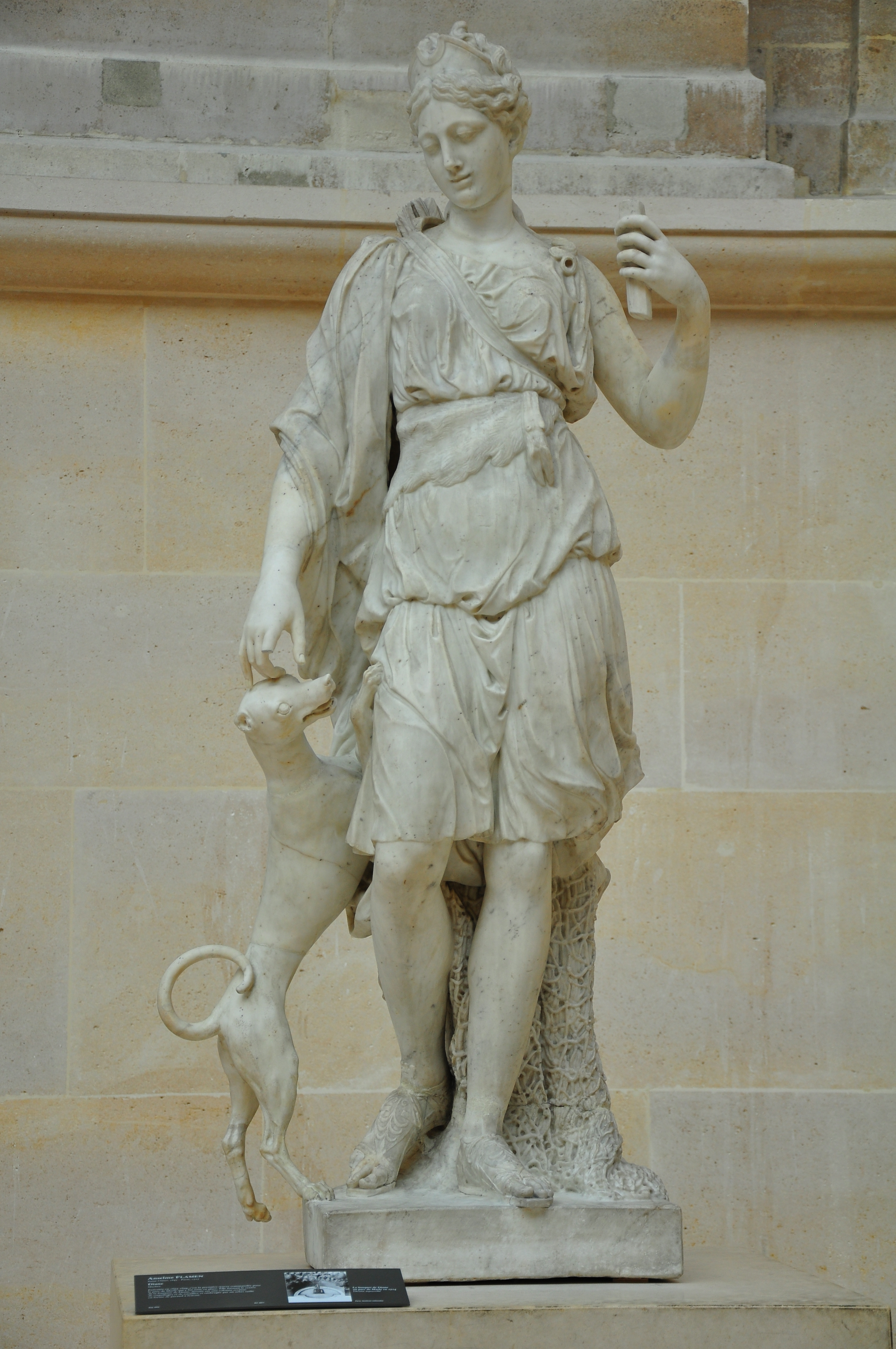
Diane
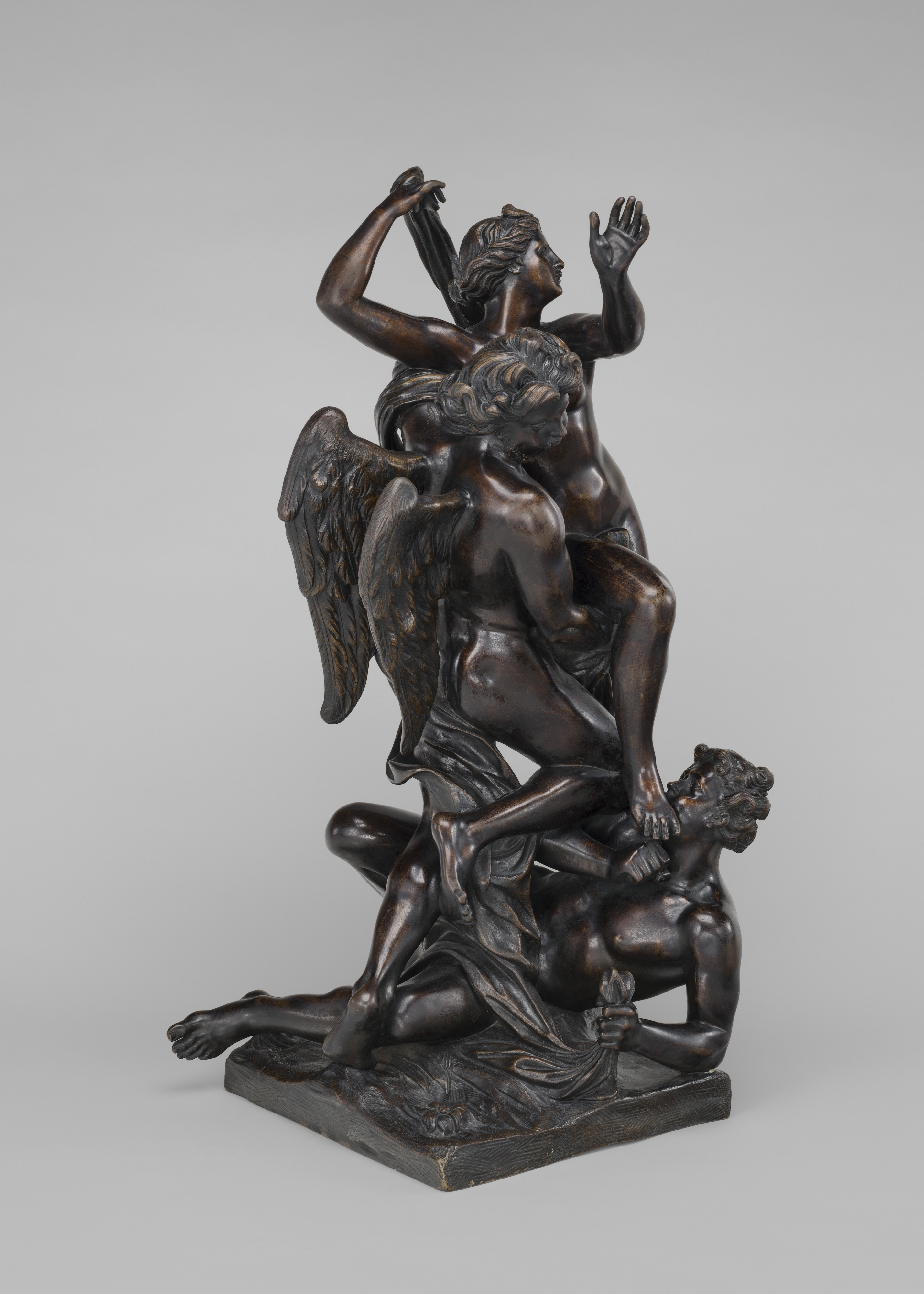
Borée enlevant Orithye, réduction en bronze